# Flusso di ghiaccio Lidke
Il flusso di ghiaccio Lidke è un flusso glaciale situato sulla costa di English, all'estremità occidentale della Terra di Palmer, in Antartide. Lungo circa 46 km, il flusso glaciale Lidke si estende verso nord partendo dall'Altopiano Antartico per poi sfociare nella costa meridionale dello stretto di Stange, a est del monte Benkert, andando ad alimentare la piattaforma glaciale che ricopre lo stretto.

## Storia
Il flusso glaciale Lidke è stato mappato dallo United States Geological Survey grazie a fotografie aeree scattate dalla marina militare statunitense tra il 1961 e il 1966, ed è stato visitato per la prima volta nel gennaio 1985, da un contingente dello USGS. In seguito, esso è stato così battezzato dal Comitato consultivo dei nomi antartici in onore di David J. Lidke, un geologo dello USGS, membro della sopraccitata spedizione.